# Město Touškov
Město Touškov (in tedesco Tuschkau Stadt) è una città della Repubblica Ceca facente parte del distretto di Plzeň-sever, nella regione di Plzeň.